# Croix de cimetière de Charnay-lès-Chalon
La croix de cimetière de Charnay-lès-Chalon est une croix de cimetière située sur le territoire de la commune de Charnay-lès-Chalon, dans le département français de Saône-et-Loire et la région Bourgogne-Franche-Comté.

## Présentation
Cette croix gothique du XVe siècle porte sur son avers un très beau Christ en croix représenté expirant, la tête couronnée d'épines, tandis qu'au revers est représentée la Vierge Marie couronnée, portant son fils dans ses bras. 
Au-dessous apparaît un écu (sur lequel on reconnaît les armes la famille de Rupt, qui a tenu la seigneurie de Charnay jusqu'en en 1535), puis Marie-Madeleine tenant dans ses mains le flacon de parfum destiné à embaumer le corps du Christ au matin de Pâques.

## Protection
Cette croix a fait l'objet d'un classement au titre des Monuments historiques, par arrêté du 3 novembre 1930.